# 波 (雑誌)
『波』（なみ、monthly magazine Nami）は、株式会社新潮社が発行する文芸雑誌、出版社PR誌。

## 概要
1967年（昭和42年）1月、全24ページ、定価10円の季刊誌として創刊された。1969年に隔月刊となり、1972年3月号より月刊誌となる。「表紙の筆蹟」は、第5号に当たる1968年春季号の川端康成の書「風雨」からスタートする。創刊号の執筆陣は、福田恆存、小林秀雄、福原麟太郎、円地文子、野間宏、中島河太郎、吉田秀和、原卓也、大江健三郎など。井上ひさし『私家版 日本語文法』、山口瞳『居酒屋兆治』、櫻井よしこ『何があっても大丈夫』など、『波』に連載された作品でベストセラーとなったものは多い。2007年1月号より、レイアウトがリニューアルされ、全128ページとなる。2011年8月号で通巻500号を達成している。
創刊以来、文豪ゆかりの表紙を掲載してきたが、2022年6月号でアイドルグループ乃木坂46の賀喜遥香を表紙に抜てきした。女性アイドル単独の表紙は、創刊55年の歴史で初めてのことである。
判型はA5判。雑誌コードは06823。定期購読と書店での無料配布で展開している。自社刊行物の宣伝や書籍に関する情報が掲載されているほか、人気作家の連載小説やエッセイなど読み応えのあるコンテンツが多い。本誌連載の後、ハードカバー化されて新潮社より刊行されるケースが多い。毎月27日に発売されている。
出版社が発行するPR誌には他に、『IN★POCKET』（講談社）、『図書』（岩波書店）、『青春と読書』（集英社）、『本の旅人』（KADOKAWA）、『asta*』（ポプラ社）などがある。

## 過去の連載作品
- 阿川弘之『食味風々録』
- 阿部和重『幼少の帝国 成熟を拒否する日本人』
- 井上ひさし『私家版 日本語文法』
- 遠藤周作『イエスの生涯』
- 小川国夫『青銅時代』
- 鹿島田真希『少女のための秘密の聖書』
- 小林信彦『ちはやふる奥の細道』『おかしな男 渥美清』
- 櫻井よしこ『何があっても大丈夫』
- 椎名誠『ぼくがいま、死について思うこと』
- 白川道『終着駅』
- 田牧大和『三人小町の恋 偽陰陽師拝み屋雨堂』
- 永田和宏『歌に私は泣くだらう』
- 蓮池薫『拉致と決断』
- 久間十義『デス・エンジェル』
- 藤沢周平『本所しぐれ町物語』
- 藤野千夜『D菩薩峠漫研夏合宿』
- 三浦哲郎『木馬の騎手』
- 宮城谷昌光『古城の風景』
- 山口瞳『居酒屋兆治』
- 吉田篤弘『ソラシド』

## 波 -E magazine Nami-
波 -E magazine Nami- は、『波』のデジタル版。『波』に掲載された各種書籍刊行時の書評・エッセイ、インタビュー、対談などが、ウェブ上で無料で読むことができる。2012年5月号から掲載されている。最新号の記事から順番に「書評・エッセイ」「インタビュー」「対談・鼎談」の項目ごとに掲載されているほか、月号ごとに見ることもできる。